# Ducula lakeba
Ducula lakeba (пінон лауський) — вимерлий вид голубоподібних птахів родини голубових (Columbidae). Був описаний у 2001 році за викопними рештками, знайденими на острові Лакемба в архіпелазі Лау (Фіджі). Відкриття цього, а також деяких інших вимерлих видів, дозволило науковцям з'ясувати причину дивної прогалини в ареалі поширенні пінонів, які відсутні на островах між Новою Каледонією і Маркізькими островами.

## Опис
Лауський пінон був більшим за усіх нині живих представників його роду і був близький за розмірами до інших вимерлих пінонів: Ducula harrisoni і  Ducula david. На відміну від інших пінонів у нього були короткі крила і довгі лапи, що вказує на його переважно наземний спосіб життя. Лауські пінони вимерли незабаром після появи на островах полінезійців, імовірно внаслідок полювання.